# 巴西社会民主党
巴西社会民主党 (葡萄牙語：Partido da Social Democracia Brasileira) 巴西一個中間偏右政黨，由一批因对巴西民主运动党不满而退出该党的人组成。

## 歷史
1994年與右派的自由陣線党結盟，成為中間偏右聯盟的第一大黨。自由陣線党後來改名為民主党。
前任巴西总统費爾南多·恩里克·卡多佐是社会民主党的成員，1995年－2002年是巴西的執政黨，曾作為巴西的最大反對黨，代表右翼聯盟參加2002年、2006年、2010年及2014年的總統選舉，但皆敗給左翼和民主社会主义的勞工黨。